# Tiberium
Tib. Riparius
Tiberium is een fictief mineraal dat voorkomt in de Command & Conquer-computerspellen, meer specifiek in de Tiberiumreeks. Er bestaan verschillende soorten Tiberium. De voor de computerspellen meest belangrijke soorten zijn kristallijn. Ze komen voor in twee varianten; Riparius (groen van kleur) en Vinifera (blauw van kleur). De samenstelling van het Tiberium verschilt, afhankelijk van de soort. De groene en blauwe kristallen zijn te delven en te gebruiken als grondstof.
Door het verkopen van de uit Tiberium verkregen grondstoffen, verdient de speler geld waarmee gebouwen en wapens kunnen worden gekocht. Hierdoor is de stof van vitaal belang voor het spelen van de spellen. Echter, alle op koolstof gebaseerde levensvormen die in contact komen met Tiberium raken erdoor beschadigd. Het DNA wordt omgevormd waardoor feitelijk de levensvormen langzaam overgaan in Tiberium. Er zijn ook mutaties mogelijk die het leven in stand houden. Dergelijke levensvormen hebben zelfs baat bij het in aanraking komen met Tiberium; het heeft dan een genezende werking. Hierdoor is Tiberium ook van strategisch belang.

## Geschiedenis
De stof is volgens de Global Defense Initiative (GDI) vernoemd naar de rivier Tiber in Italië, waar Tiberium voor het eerst werd ontdekt. De Brotherhood of Nod (Nod) beweert echter dat het is vernoemd naar Tiberius Drusus Caesar, die overigens in de spellenreeks verder totaal geen rol speelt. Het is op Aarde terechtgekomen na een meteorietinslag. Daarna heeft het zich verspreid over de gehele Aarde. Door de economische maar ook schadelijke effecten heeft Tiberium een verschuiving van politiek klimaat, een wereldoorlog en de uitroeiing van vele soorten flora en fauna veroorzaakt.
Tegen 2030 begint de situatie langzaam kritiek te worden. In delen van de wereld waar het Tiberium sterk geconcentreerd is, zijn mensen praktisch uitgestorven. Hier beginnen vreemde gemuteerde levensvormen te verschijnen. Ook sommige groepen mensen zijn, mede dankzij experimenten van Nod, gemuteerd en vormen nu een speciale bevolkingsgroep op Aarde. Het Tiberium neemt echter dusdanig in omvang toe, dat de invloeden op weer en klimaat steeds groter wordt, waardoor er zogenaamde ionenstormen ontstaan, die ook contact met satellieten bemoeilijken. Net als het er op lijkt dat de atmosfeer binnen een jaar onleefbaar zal worden, slagen wetenschappers van GDI er in om de databases van een geheimzinnig apparaat genaamd de Tacitus te ontcijferen. Hierdoor slagen ze erin technologie te ontwikkelen die de zaak op korte termijn weer beheersbaar maakt. Nod had de Tacitus al eerder gebruikt om juist technologie op Tiberiumbasis te ontwikkelen.
Tegen 2046 wordt de wereld opgedeeld in drie soorten zones: allereerst de, voor gewone mensen onbewoonbare, Rode Zones, waarin het Tiberium alle op koolstof gebaseerde levensvormen doodt en alleen mutanten leven; de tweede groep zijn de Gele Zones, die ook aangetast zijn, maar nog wel min of meer bewoonbaar, en grotendeels in handen van Nod; als laatste zijn er de grotendeels Tiberiumloze Blauwe Zones, waar GDI volledige controle heeft. De Derde Tiberiumoorlog maakt de situatie echter labieler: Nod veroorzaakt een grote explosie van vloeibaar Tiberium in Sarajevo. Kort daarna verschijnen de Scrin, een buitenaards ras, op Aarde. Blijkbaar hadden zij het Tiberium naar de Aarde gestuurd, zodat dit de planeet zou overwoekeren, waarna de Aarde voor hen een bron van deze natuurlijke grondstof zou worden.
In 2062 is het Tiberium opnieuw geëvolueerd, en heeft de mensheid naar schatting nog maar zes jaar voordat de wereld onbewoonbaar is. Kane, de leider van Nod, gaat echter over tot samenwerking met GDI, voor de bouw van het Tiberium Control Network, waarop het Tiberium niet alleen kan worden ingedamd, maar ook een sterke energiebron zal vormen. Vijftien jaar later, in 2077, slaagt Kane erin om de laatste processen van het netwerk in gang te zetten, en wordt de Aarde (voorlopig) gered.

## Onderzoek
Dr. Ignatio Mobius heeft in opdracht van de Verenigde Naties onderzoek verricht naar de samenstelling van Tiberium. Samen met zijn dochter Sydney en Dr. Elena Petrova heeft hij door de GDI gefundeerde laboratoria opgezet. Tiberium biedt door zijn ongewone aard verschillende toepassingen. De GDI richtte zich naast de economische waarde ook op onderzoek naar mogelijkheden om mens en milieu tegen de schadelijke invloeden te beschermen. De Nod daarentegen heeft Tiberium juist helpen verspreiden over de planeet teneinde meer geld te kunnen ophalen. De verslechterde omstandigheden in de getroffen gebieden boden kans om de invloedssfeer van de Nod uit te breiden. Ook is de stof ingezet als accelerator van explosieven en kernwapens.